# El Tajín

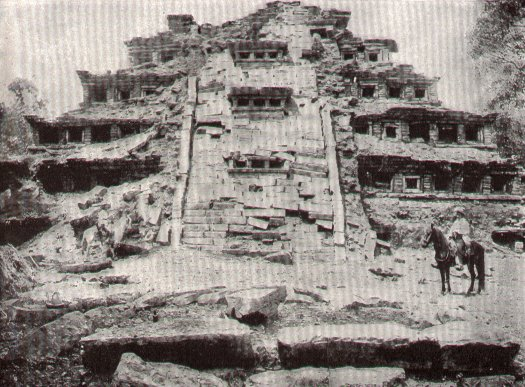
Piramida Nisz (zdj. 1913)

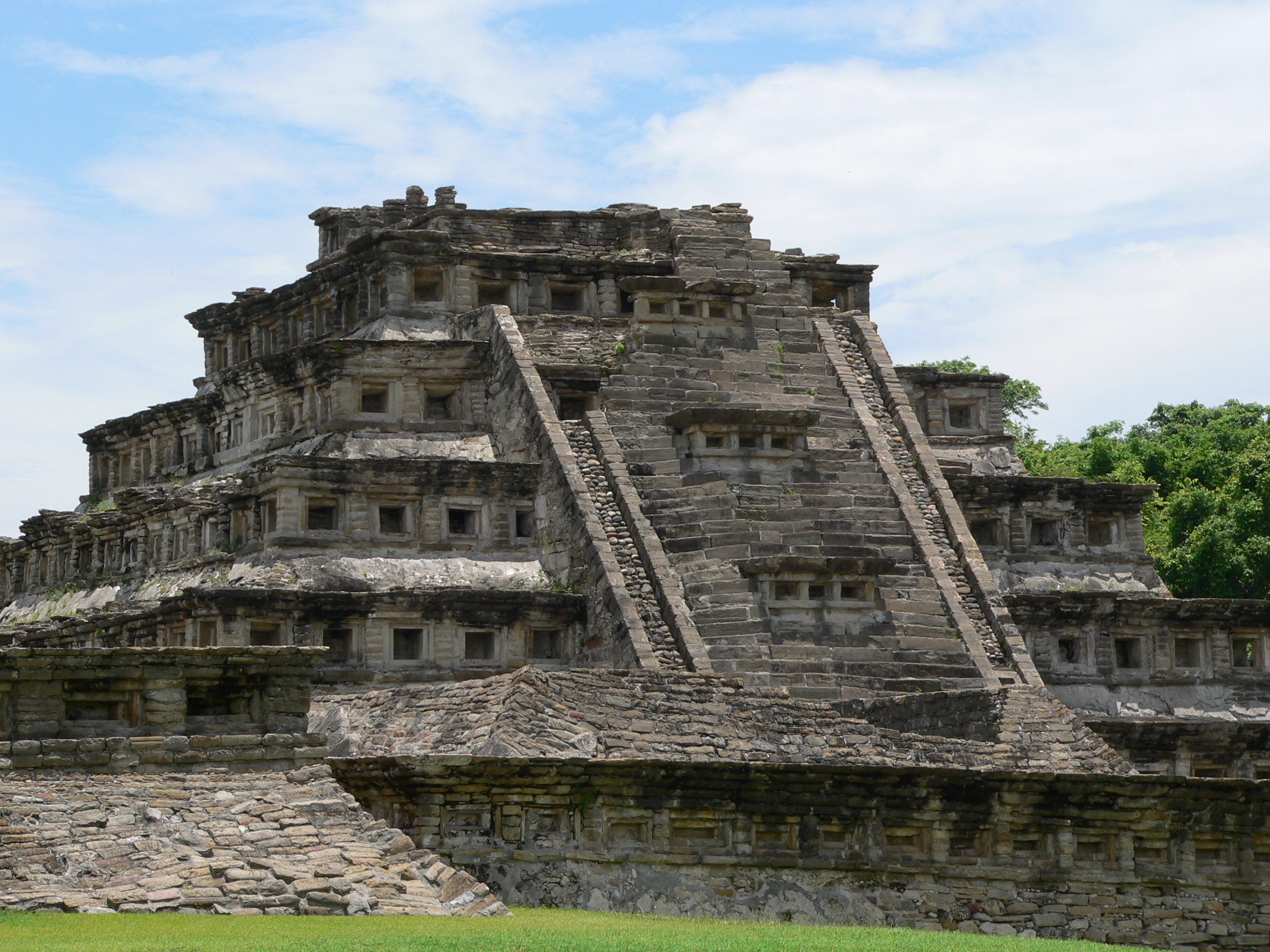
Piramida Nisz

El Tajín – położone nad Zatoką Meksykańską, na północny zachód od Veracruz miasto było stolicą państwa Totonaków, ośrodek kultu boga deszczu. Zostało założone w II wieku p.n.e., największy rozwój przeżyło w okresie od V–XII wieku. Nie jest jeszcze do końca zbadane przez archeologów. Do najbardziej znanych zabytków związanych z tym miejscem należy schodkowa piramida zwana piramidą Nisz. Jest to siedmiokondygnacyjna budowla kamienna, o wysokości 25,0 m. W niej wykonano 365 nisz w postaci otworów przypominających okna i drzwi. Liczba nisz związana jest liczbą dni w kalendarzu słonecznym. Z kalendarzem związana jest także liczba 13 powtarzająca się w dekoracji meandrowej. Strome schody prowadzące na najwyższą platformę ozdobione są meandrami w postaci wijących się węży. Nieznane jest przeznaczenie nisz. Zdaniem niektórych badaczy stały w nich posągi bóstw, zdaniem innych palono w nich żywicę (kopal). El Tajín znaczy bowiem „błyskawice” albo „dym”.
Do zabytków znalezionych w El Tajín należy także kilkanaście boisk do gry w ullamalitzli – rytualną grę w piłkę.